# Пісняр жовтий
Пісняр жовтий (Protonotaria citrea) — вид горобцеподібних птахів родини піснярових (Parulidae). Поширений у Північній Америці.

## Поширення
Птах поширений в південно-східній Канаді (Онтаріо) і на сході Сполучених Штатів від Великих озер на південь (в обхід Аппалачських гір) до центрального Техасу та північної та центральної Флориди. Місця зимівлі простягаються від південно-східної Мексики на південь через Центральну Америку, зрідка Карибський басейн (Пуерто-Рико, Бермудські острови, Віргінські острови, Малі Антильські острови) і Південну Америку до Еквадору та Гаяни.
Живе поблизу різних типів водойм — струмків, боліт, озер, вологих лісів. Гніздиться у вологих лісах із відповідними деревами, що містять дупла. Зимує уздовж узбережжя в мангрових лісах.

## Опис
Довжина тіла близько 14 см, маса тіла 13,6–20,0 г. Голова, шия і нижня сторона тулуба мають яскраво-жовтий колір. На спині цей колір змінюється на оливково-зелений, далі на нижній частині спини і на хвості — на сірий. Крила зверху сіро-блакитні з чорними кінчиками пір'я, а нижня сторона біло-жовта. Черево жовте, далі назад цей колір світлішає до білого. Самиці тьмяніші за самців, мають оливковий наліт на жовтих ділянках тіла. Дзьоб у самців чорний, у самиць тільки верхня щелепа, нижня щелепа рожева або коричнева. Ноги і ступні темно-сірі в обох статей, райдужка темна.